# Алоэ африканское
Ало́э африка́нское (лат. Aloe africana) — суккулентное растение, вид рода Алоэ (Aloe) семейства Асфоделовые (Asphodelaceae). Был описан Миллером в 1786 году.

## Ботаническое описание
Стебель прямой, высота  до 2 м (изредка может достигать в высоту 4 м). Листья расположены розеткой на верхушке стебля. Форма листьев линейно-ланцетная, поверхность серо-зелёного цвета, края зубчатые, длина до 65 см. Цветки трубчатые, изогнутые, как правило, оранжевого цвета, длина до 5,5 см. Цветение происходит зимой или весной (с июля по сентябрь). Семена образуются в капсулах и разносятся ветром.

## Экология и распространение
Африканское алоэ медленно растёт, и цвести начинает к четырём-пяти годам жизни. Размножается семенами, посеянными весной или летом. Произрастает через три недели после посева. Естественные места обитания — холмы и равнины с песчаной почвой и умеренным климатом без заморозков, с жарким и влажным летом, с годовым количеством осадков от 600 до 700 мм. Распространены в Восточной Капской провинции Южной Африки.

## Использование человеком
Алоэ африканское выращивается в прибрежных субтропических садах как горшечное или кадочное растение; в умеренном климате культивируется в оранжереях. Эти растения предпочитают яркое солнце и хорошо проветриваемое местоположение. На них благоприятно действуют подкормки компостом или другими органическими удобрениями. Чрезмерный полив может привести к грибковой инфекции или гнили.
|                                                                            |  |  |
| Слева направо: 1 — общий вид растения; 2 — стебель с цветками; 3 — листья. |  |  |